# Topaz (Californie)
Topaz est une census-designated place du comté de Mono, dans l'État de Californie, aux États-Unis,. En 2020, elle compte une population de 150 habitants.